# Norbert Ratsirahonana
Norbert Ratsirahonana, född 18 november 1938 i Antseranana. Madagaskars president 5 september 1996-9 februari 1997.